# Semiothisa consimilata
Semiothisa consimilata är en fjärilsart som beskrevs av Philipp Christoph Zeller 1872. Semiothisa consimilata ingår i släktet Semiothisa och familjen mätare. Inga underarter finns listade i Catalogue of Life.